# سیارک ۹۰۶۴
سیارک ۹۰۶۴ (به انگلیسی: 9064 Johndavies، نامگذاری:1993BH8) نه هزار و شصت و چهارمین سیارک کشف شده‌است که در ۲۱ ژانویه ۱۹۹۳ کشف شد.
قدر مطلق سیارک برابر ۱۳٫۹۰ است.